# Verchenac
Vercheny és un municipi francès situat al departament de la Droma i a la regió d'Alvèrnia-Roine-Alps. L'any 2007 tenia 426 habitants.

## Demografia

### Població
El 2007 la població de fet de Vercheny era de 426 persones. Hi havia 149 famílies de les quals 42 eren unipersonals (21 homes vivint sols i 21 dones vivint soles), 33 parelles sense fills, 62 parelles amb fills i 12 famílies monoparentals amb fills.
La població ha evolucionat segons el següent gràfic:
Habitants censats

### Habitatges
El 2007 hi havia 209 habitatges, 155 eren l'habitatge principal de la família, 44 eren segones residències i 9 estaven desocupats. 158 eren cases i 33 eren apartaments. Dels 155 habitatges principals, 77 estaven ocupats pels seus propietaris, 42 estaven llogats i ocupats pels llogaters i 36 estaven cedits a títol gratuït; 7 tenien una cambra, 5 en tenien dues, 20 en tenien tres, 44 en tenien quatre i 80 en tenien cinc o més. 95 habitatges disposaven pel capbaix d'una plaça de pàrquing. A 89 habitatges hi havia un automòbil i a 47 n'hi havia dos o més.

### Piràmide de població
La piràmide de població per edats i sexe el 2009 era:
| Homes | Edats   | Dones |
| ----- | ------- | ----- |
| 0     | 95 o +  | 0     |
| 0     | 90 a 94 | 0     |
| 0     | 85 a 89 | 0     |
| 4     | 80 a 84 | 4     |
| 12    | 75 a 79 | 20    |
| 0     | 70 a 74 | 12    |
| 8     | 65 a 69 | 4     |
| 8     | 60 a 64 | 4     |
| 8     | 55 a 59 | 12    |
| 4     | 50 a 54 | 4     |
| 12    | 45 a 49 | 8     |
| 16    | 40 a 44 | 8     |
| 8     | 35 a 39 | 12    |
| 16    | 30 a 34 | 16    |
| 12    | 25 a 29 | 8     |
| 12    | 20 a 24 | 20    |
| 20    | 15 a 19 | 12    |
| 44    | 10 a 14 | 16    |
| 16    | 5 a 9   | 12    |
| 8     | 0 a 4   | 8     |

## Economia
El 2007 la població en edat de treballar era de 245 persones, 189 eren actives i 56 eren inactives. De les 189 persones actives 163 estaven ocupades (87 homes i 76 dones) i 26 estaven aturades (16 homes i 10 dones). De les 56 persones inactives 16 estaven jubilades, 30 estaven estudiant i 10 estaven classificades com a «altres inactius».

### Ingressos
El 2009 a Vercheny hi havia 140 unitats fiscals que integraven 337 persones, la mediana anual d'ingressos fiscals per persona era de 14.054 €.

### Activitats econòmiques
Dels 24 establiments que hi havia el 2007, 2 eren d'empreses alimentàries, 11 d'empreses de comerç i reparació d'automòbils, 3 d'empreses de transport, 4 d'empreses d'hostatgeria i restauració, 2 d'empreses de serveis i 2 d'empreses classificades com a «altres activitats de serveis».
Dels 3 establiments de servei als particulars que hi havia el 2009, 1 era una oficina de correu, 1 funerària i 1 restaurant.
Dels 2 establiments comercials que hi havia el 2009, 1 era una botiga de menys de 120 m² i 1 una fleca.
L'any 2000 a Vercheny hi havia 17 explotacions agrícoles que ocupaven un total de 429 hectàrees.

## Equipaments sanitaris i escolars
El 2009 hi havia 2 escoles elementals.

## Poblacions més properes
El següent diagrama mostra les poblacions més properes.